# 島田市立六合東小学校
静岡県島田市立六合東小学校（しまだしりつ ろくごうひがししょうがっこう）は、静岡県島田市東町にある公立小学校。

## 概要
島田市東部の六合地区の中南部に位置する。六合小学校の児童数増加に対応するため設置された。
学校周辺は農村地帯であるが、近年では、耕地の区画整理と宅地造成が進み、企業の工場・事業所やスーパーマーケットなども進出している。

### 学校教育目標
「やさしく　強く　自分らしく」

## 沿革
- 1979年（昭和54年）12月 - 六合小児童数激増に伴い（977名）分離方針が市議会で出される。
- 1983年（昭和58年）2月 - 東町単独分離案が市教育委員会で基本的に了承され、新六合小建が発足。
  - 5月 - 学校用地を現在地に決定、用地取得交渉開始。
  - 12月 - 学校用地取得交渉完了、校地造成工事着工。
- 1984年（昭和59年）3月 - 市議会において校名及び所在地等決議される。
  - 5月31日 - 工事造成工事完了。
  - 6月23日 - 校舎建設工事着工。
- 1985年（昭和60年）3月10日 - 校舎建設工事完了。
  - 3月16日 - 校舎引渡し式。
  - 4月1日 - 島田市立六合東小学校創立。
  - 4月5日 - 島田市立六合東小学校落成・開校式。
  - 7月22日 - プール竣工。
  - 8月30日 - 外構工事（掲揚塔・バックネット・自転車置場・正門）完了・アスレチック遊具完成。
  - 9月30日 - PTAにより飼育小屋完成
  - 12月20日 - 植栽工事完了
  - 12月21日 - 東町から校旗を寄贈される
- 1986年（昭和61年）3月5日 - 非常用貯水タンク設置。
  - 3月31日 - 校章を寄贈，校舎壁面へ設置（第1回卒業生）
  - 5月23日 - PTAによる裸足のコース完了、裸足運動開始
  - 6月21日 - 屋内運動場建設工事着工
- 1987年（昭和62年）2月5日 - 屋内運動場竣工。
  - 7月 - 校歌制定発表会
- 1988年（昭和63年）3月17日 - 校歌歌詞木彫り額設置（第2回卒業生）。
  - 4月1日 - 島田市教育委員会指定研究「教育方法」
- 1988年（昭和63年）3月15日 - 校歌歌碑設置（第3回卒業生）。
  - 4月1日 - 島田市教育委員会指定研究「教育方法」
  - 5月1日 - 第14回松下視聴覚研究財団教育研究助成校となる
  - 11月2日 - 健康優良校受賞
  - 11月10日 - 島田市教育委員会指定・教育方法研究発表会
- 1989年（平成元年）3月15日 - 校章体育館設置（第4回卒業生）
  - 11月1日 - 5周年記念誌発行
- 1992年（平成4年）6月29日 - 池いけランド完成
- 1993年（平成5年）12月13日 - 日時計寄贈（島田郵便局）
- 1994年（平成6年）11月19日 - 11月20日 - 創立10周年記念事業
- 1995年（平成7年）8月25日 - 3階ベランダへ1教室増築
- 1997年（平成9年）6月 - パソコン21台設置
- 1999年（平成11年）11月1日 - 市指定「心の教育推進」研究発表会
- 2003年（平成15年）8月30日 - 4年棟フローリング・絨毯張り替え
- 2004年（平成15年）9月30日 - 非常階段出入り口に扉を設置
- 2005年（平成17年）11月1日 - 市指定「心の教育推進」研究発表会
- 2006年（平成18年）8月26日 - 正門門扉及び正門周辺フェンス完成
- 2007年（平成19年）8月30日 - アスレチック改築
- 2009年（平成21年）8月30日 - 1年棟フローリング･絨毯張り替え
- 2011年（平成23年）4月1日 - 島田市教育委員会指定「六合中学区和文化教育推進」
  - 8月26日 - 3年棟5年棟フローリング・絨毯張り替え　職員室フローリング
  - 12月15日 - 北校舎東側に3教室増築　職員室拡張